# توماس جي. برادلي
توماس جي. برادلي هو محامي وسياسي أمريكي، ولد في 2 يناير 1870 في نيويورك في الولايات المتحدة، وتوفي بنفس المكان في 1 أبريل 1901 بسبب تشمع الكبد. نشط حزبياً في الحزب الديمقراطي. وقد انتخب عضو مجلس النواب الأمريكي ‏.